# XM25 CDTE
El XM25 Counter Defilade Target Engagement (CDTE) System, también conocido como Punisher e Individual Semiautomatic Air Burst System era un lanzagranadas de explosión aérea con munición programable derivado del XM29 OICW. En 2010 fue suministrado a los soldados que sirven en la guerra de Afganistán, pero los fallos y los recortes presupuestarios del programa en 2013 retrasaron su entrada oficial en servicio, planificada para inicios de 2017. A principios de 2017 se canceló el contrato con Orbital ATK, poniendo en duda el futuro del programa. El programa fue oficialmente cancelado el 24 de julio de 2018.

## Diseño

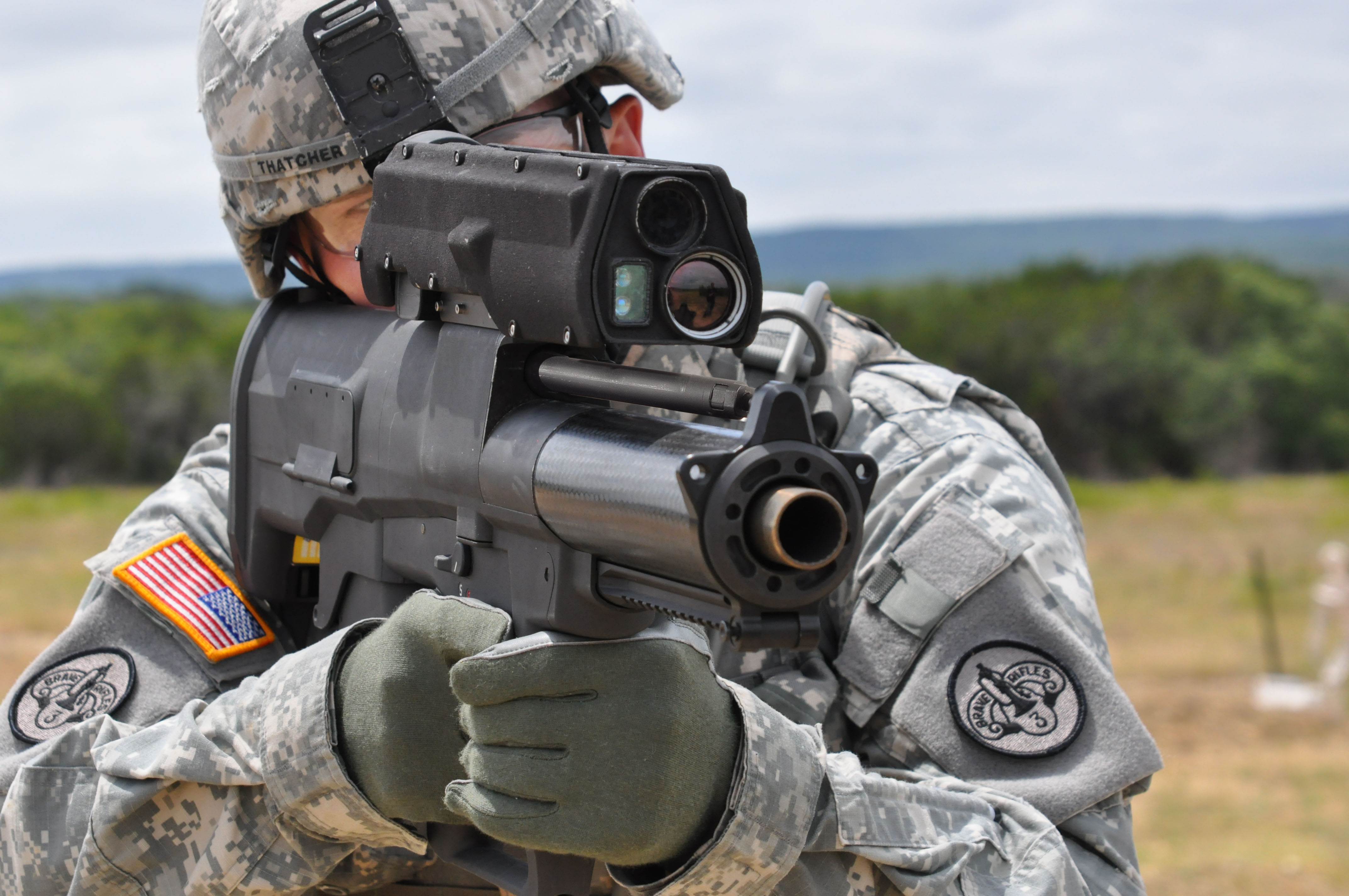
Un soldado apunta un XM25 en el Centro de pruebas de Aberdeen.

El XM25 CDTE dispara granadas de 25 mm que están configuradas para explotar en pleno vuelo o cerca del objetivo. Un telémetro láser en el arma es empleado para determinar la distancia del blanco. El usuario puede ajustar manualmente la distancia de detonación hasta 3 m más corta o más larga; el XM25 transmite automáticamente la distancia de detonación a la granada en la recámara. La granada registra la distancia que recorrió mediante el número de rotaciones espirales que dio luego de haber sido disparada, para luego detonar a la distancia apropiada para producir un efecto de explosión aérea. Estas características hacen que el XM25 sea más eficaz que los lanzagranadas tradicionales en la tarea de impactar los blancos que están detrás de una cobertura o hundidos en el suelo (por ejemplo, una trinchera).
El sistema fue desarrollado por Alliant Techsystems y Heckler & Koch, mientras que el control de adquisición del blanco/disparo fue desarrollado por L-3 IOS Brashear.
Richard Audette, uno de los desarrolladores del arma, cree que el XM25 es un gran paso adelante porque es la primera arma ligera en utilizar tecnología inteligente.
El lanzagranadas M203 tiene un alcance efectivo de 150 m para blancos individuales, y un alcance máximo de 350 m para blancos espaciados. El XM25 tiene un alcance efectivo de 600 m para blancos individuales, y un alcance máximo de 700 m para blancos espaciados. Los estudios indican que el XM25 con granadas de explosión aérea es 300% más efectivo al atacar al enemigo que otros lanzagranadas de escuadra.
Alliant Techsystems ha indicado que el lanzagranadas podría emplear más tarde proyectiles con menor carga explosiva, que aturdirían a los enemigos en lugar de matarlos.
El Ejército estadounidense está desarrollando una granada de 40 mm de explosión aérea autónoma, la Small Arms Grenade Munitions (SAGM), para ofrecer a los lanzagranadas de 40 mm la misma capacidad del XM25 y complementarlo.

### Desventajas
El XM25 recibió algunas críticas por parte de sus usuarios. Una situación tuvo lugar en marzo de 2013, cuando elementos del 75° Regimiento Ranger se negaron a llevar el arma de 6,4 kg en una incursión porque la consideraban demasiado pesada y voluminosa. También creían que la poca cantidad de granadas de 25 mm que podían transportar y la capacidad de su cargador no eran suficientes para justificar la retirada de una carabina M4A1 de la misión.
Aunque el XM25 permite a las unidades de infantería enfrentarse a enemigos ocultos detrás de coberturas, el arma fue bastante criticada, especialmente si se precisa que los soldados cambien sus fusiles y la usen como su principal arma, haciendo que no puedan llevar a cabo otras tareas en muchos entrenamientos; también está la preocupación que el tirador tenga una menor capacidad de atacar blancos a corta distancia y que la carga básica de 36 granadas se agote rápidamente en enfrentamientos con fuego directo. Un soldado armado con una carabina M4 con mira réflex M68 CCO, puntero láser/infrarrojo AN/PEQ-2, linterna táctica y 210 cartuchos, lleva una carga de armas de 7,3 kg. Los granaderos que llevan un lanzagranadas acoplado M320 en sus M4, con una carga básica de 36 granadas de 40 mm, llevan una carga de armas de 17 kg. Un XM25 con 36 granadas de 25 mm significa que un soldado tiene que transportar una carga de armas de 16 kg, por los que una combinación de este y un fusil requeriría que el soldado tenga que transportar una carga de armas de 23 kg.

### Especificaciones
- Calibre: 25 mm
- Munición: granada de 25 mm de baja velocidad
  - Termobárica
  - Flechette
  - Entrenamiento
  - Alto poder explosivo para explosión aérea
  - No letal
  - Antiblindaje (penetra 50 mm de blindaje)[18]
  - Derribo de puertas
- Modos de disparo[18]
  - Explosión aérea (delante del blanco, o sobre este)
  - Detonación puntual
  - Detonación puntual retardada
  - Ventana (más allá del punto de mira)
- Operación: Recarga accionada por gas, semiautomático
- Peso del sistema: 6,4 kg (14 libras)
- Control de adquisición del blanco/disparo (XM104)
  - Peso: 1,15 kg (2,54 libras)
  - Mira térmica de 4x aumentos con zum
  - Mira telescópica de 2x aumentos
  - Computadora balística
  - Brújula digital
  - Telémetro láser
  - Ajustador de espoleta de la granada
  - Sensores ambientales

## Historia
EL XM25 empezó como un derivado del programa Objective Individual Combat Weapon, iniciado a fines de la década de 1990. El Laboratorio de Investigación del Ejército de los Estados Unidos se encargaba de la dirección técnica del Program Manager Soldier Weapons, que trabajaba en el desarrollo del sistema de armas individual de explosión aérea de 25 mm XM25. El sistema fue diseñado para mejorar la capacidad de un soldado individual en poner fuera de combate a objetivos puestos a cubierto. El XM25 fue empleado en Afganistán con apoyo de personal del LIE que entrenaba a los soldados, permitía y evaluaba la integración táctica en combate del mismo y recolectaban datos para la fase de Diseño y Desarrollo de Producción del contrato. El diseño del XM25 incluía modificaciones que mejoraban su fiabilidad y peso, así como telémetros láser optimizados para incrementar el alcance contra objetivos a más de 2.000 m de distancia. Las modificaciones adicionales resolvieron la ergonomía del arma, incluyendo la configuración de la cantonera, el alojamiento del muelle recuperador del cerrojo y reducción del retroceso.
El XM29 OICW iba a ser un arma que combinaba un fusil de asalto con un lanzagranadas semiautomático bullpup. Pesaba 8,2 kg, mucho más que un fusil o un lanzagranadas. Sus granadas de explosión aérea de 20 mm pesaban la mitad de los 230 g de las granadas de 40 mm. Estas granadas ligeras eran menos efectivas en eliminar o herir al enemigo. En agosto de 2003, los componentes del XM29 fueron separados en armas específicas, con el fusil pasando a ser el XM8 y el lanzagranadas de explosión aérea OICW Increment 2 pasando a ser el XM25. Como lanzagranadas individual, estaba destinado a ser un arma de apoyo y aplicaciones especiales, capaz de disparar granadas más grandes de 25 mm y de 270 g, las cuales generarían un 50% más de esquirlas pesadas con un radio letal de 6 m en comparación con las granadas experimentales de 20 mm. En 2005, seis lanzagranadas fueron probados en campaña y combate de forma limitada. Dos años después, fueron enviados a ultramar para ser probados en combate. El XM25 estaba planificado para ser enviado al frente en 2008, pero los resultados de las pruebas y pequeñas sugerencias de los usuarios revelaron elementos de diseño que necesitaban ser refinados.

### Despliegue en Afganistán
En el verano de 2010, el Ejército estadounidense empezó a probar en combate el XM25 en Afganistán, con un costo unitario inicial de los primeros modelos que fluctuaba entre $30.000 y $35.000. Cinco de los lanzagranadas fueron desplegados con la 101.ª División Aerotransportada en Afganistán en octubre de 2010, junto a 1000 granadas de explosión aérea. Los soldados reportaron que el arma era sumamente efectiva en matar o herir a los enemigos que disparaban desde posiciones cubiertas. El arma fue apodada como "The Punisher". El primer combate tuvo lugar el 3 de diciembre de 2010. Para febrero de 2011, el arma había sido disparada 55 veces en nueve enfrentamientos por dos unidades en distintos lugares. Repelió dos ataques contra puestos de observación, eliminó dos nidos de ametralladora PKM y destruyó cuatro posiciones de emboscada. Las unidades equipadas con los XM25 no tuvieron bajas durante los nueve enfrentamientos. El arma fue llamada "revolucionaria" y "un reversor de situación". Un líder de pelotón comentó que los enfrentamientos que normalmente toman entre 15 a 20 minutos, terminaban en pocos minutos. Los lanzagranadas se desempeñaron impecablemente, sin problemas de mantenimiento. Los soldados estaban tan satisfechos, que los portaban como su principal arma y no llevaban una carabina M4 como armamento secundario. No se registraron quejas sobre su peso, pero se buscó incrementar la vida útil de su batería e incrementar su alcance a 1000 m. Cada granada era manufacturada y costaba $1000.
El Ejército estadounidense ordenó 36 lanzagranadas adicionales en enero de 2012. El 12 de septiembre de 2012, Alliant Techsystems obtuvo una modificación al contrato de desarrollo de diseño y producción por $16.800.000 del XM25. La ATK iba a apoyar otra prueba en combate programada para 2013, con un batallón equipado con 36 prototipos de preproducción del lanzagranadas.

### Disparo fallido
El 2 de febrero de 2013, un XM25 explotó durante un entrenamiento de tiro. El fulminante y la carga propulsora detonaron como consecuencia de la introducción de dos granadas en la recámara, aunque los mecanismos de seguridad evitaron que la granada detone. El arma quedó inutilizada después de la explosión y el soldado tuvo heridas leves. En respuesta, el Ejército retiró de servicio al XM25 en Afganistán. La ATK resaltó que se habían disparado casi 5.900 granadas entre fallos. El disparo fallido hizo que el Ejército retrase la decisión de poner al XM25 en producción, a causa de los cambios en el diseño del arma y su munición, procedimientos de operación y técnicas de entrenamiento. Las pruebas continuaron en el Terreno de pruebas de Aberdeen, donde los diseñadores incorporaron 130 mejoras de diseño. A pesar del incidente, las propuestas de presupuesto del Pentágono incluían $69.000.000 para 1.400 sistemas XM25. El Ejército planificó un total de 10.876 unidades, dos por cada escuadra de infantería y una por cada equipo de Fuerzas Especiales.

### Recortes presupuestarios
En junio de 2013, el Comité del Senado para las Fuerzas Armadas eliminó todo el financiamiento para los 1.400 sistemas XM25 que el Ejército quería comprar con el presupuesto de 2014. El fallo acaecido en febrero planteó preocupaciones sobre la seguridad y la eficacia del arma. El "desempeño poco fiable" del arma condujo al cese del financiamiento, así como a recomendaciones para evaluar sistemas de explosión aérea alternativos.
En agosto de 2013, el Ejército anunció que el XM25 podría entrar en producción limitada en agosto de 2014. El arma estaba en la etapa de diseño y desarrollo de producción, por lo cual todavía no estaba lista para ser desplegada. Parra agosto de 2014, se esperaba el inicio de la producción limitada de 1.100 armas y sus respectivas granadas. El bajo ritmo de producción llevaría a la designación final del arma, retirando la "X" de su designación. Se hicieron mejoras al sistema de control de disparo, la vida útil de la batería, el peso del arma y la capacidad de su cargador. Se esperaba que el XM25 entraría en combate a fines de 2015, siendo desplegado con todos los equipos de combate de las brigadas, así como con los destacamento de Fuerzas Especiales del Mando de Operaciones Especiales del Ejército. La producción automatizada reduciría el precio del sistema a $35.000 para el arma y su sistema de control de disparo, y de $55 para cada granada.
En octubre de 2015, el arma se hallaba en la segunda serie de pruebas para validar al contratista, con una prueba de cualificación de preproducción que se llevaría a cabo en la primavera de 2016, la cual llevaría a tomar una decisión Nivel C en agosto de 2016. Desde su primer despliegue, el XM25 fue actualizado al reemplazar el voluminoso sistema de control de disparo con 2x aumentos con uno más compacto, aerodinámico y con 3x aumentos, el cual mejoró el peso, la precisión y la fiabilidad del arma. Si los requisitos eran cumplidos y se mantenían los presupuestos, el XM25 podría ser desplegado a inicios de 2017. El 29 de agosto de 2016, la Oficina del Inspector General del Departamento de Defensa emitió un informe recomendando que el Ejército determine si continua o cancela el programa del XM25 después de revisar los resultados de la prueba gubernamental de 2016, programada para terminar en el otoño de 2016. Los líderes del Ejército insistieron en que el arma ofrecía capacidades revolucionarias al soldado, mientras que los problemas de seguridad ya habían sido resueltos a través de cambios de diseño y mejoras a lo largo de 30 meses adicionales de prueba. Aunque se había planeado distribuir un XM25 en cada escuadra desplegada, las restricciones fiscales podrían alterar aquel plan.

### Litigio
En 2017, la Orbital ATK  inició un litigio a través de la Corte del Distrito de Minnesota contra la Heckler & Koch por daños de más de $27.000.000, afirmando que esta última no suministró los 20 prototipos del XM25. El litigante también solicitó la transferencia de propiedad intelectual para permitir a Orbital ATK contratar a otra empresa para la producción del sistema. La queja afirmaba que la Heckler & Koch deseaba una aclaración legal sobre potenciales violaciones de la Declaración de San Petersburgo de 1868, que prohíbe "cualquier proyectil con un peso inferior a 400 gramos" que contenga explosivos. Después de ser consultada, la Heckler & Koch dijo que el gobierno estadounidense emitió un certificado especial sobre el uso del sistema de armas. El gobierno estadounidense no había emitido dicho documento y las negociaciones se rompieron. En abril de 2017, el Ejército canceló su contrato con Orbital ATK después de no haber suministrado las 20 armas especificadas en los términos, poniendo en jaque el futuro operacional del XM25.
El 24 de julio de 2018, el Ejército firmó un memorando que oficialmente finalizaba el programa, después de ganar el litigio con Orbital ATK que le entregó los derechos de propiedad intelectual del arma y su munición.

### Estado del programa
- abril de 2005 - Los primeros prototipos son suministrados al Ejército de los Estados Unidos para ser probados.[33]
- septiembre de 2005 - Es probado por tropas regulares en el Área de Entrenamiento de Grafenwöhr.[34]
- verano de 2009 - Es probado en Irak o Afganistán.[11]
- noviembre de 2010 - Despliegue preliminar en Afganistán.[35]
- 3 de diciembre de 2010 - Empleado en combate.[22]
- 12 de septiembre de 2012 - Contrato con EMD.[24]
- 2 de febrero de 2013 - Disparo fallido durante un entremamiento de tiro, el XM25 es retirado de Afganistán.[25]
- 2013 - Programado para iniciar su producción en números reducidos.[22]
- junio de 2013 - Se recorta el presupuesto para el XM25.[27]
- agosto de 2016 - El informe del inspector general del Pentágono insta a decidir si el XM25 es desplegado o cancelado.[16]
- abril de 2017 - El Ejército de los Estados Unidos cancela el contrato con Orbital ATK.[9]
- julio de 2018 - El Ejército de los Estados Unidos ha cancelado oficialmente el programa del sistema de armas XM25.[36][10]